# Dubrowskij
Dubrowskij (russisch Дубровский) ist ein unvollendeter Räuberroman des russischen Nationaldichters Alexander Puschkin, der – in den Jahren 1832 und 1833 entstanden – 1841 im zehnten Band der postumen Werkausgabe erschien. Nathalie von Bessels Übertragung ins Deutsche wurde 1893 in Breslau im Band 66 der Zeitschrift Nord und Süd publiziert.

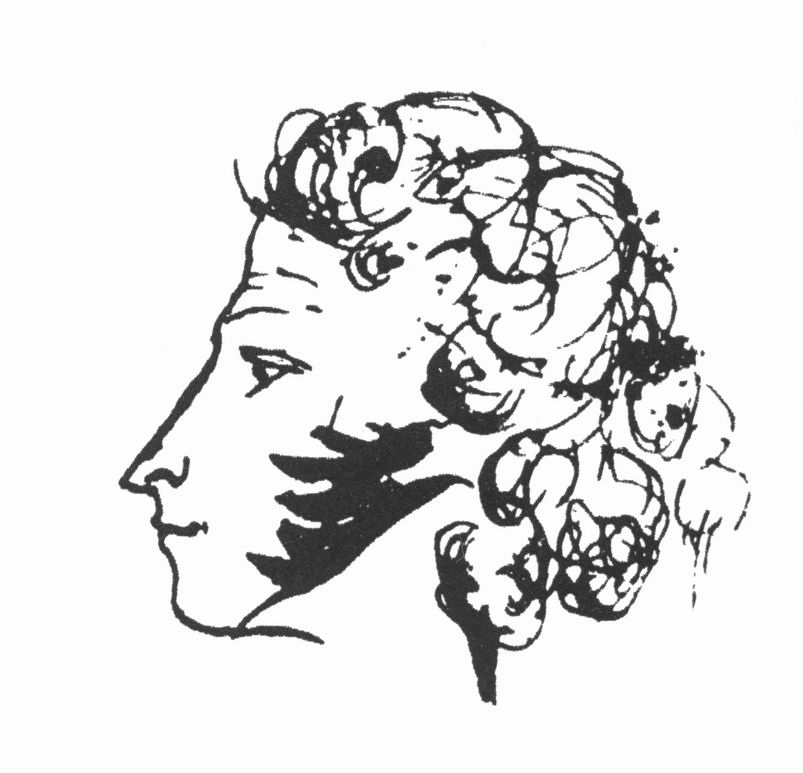
Selbstporträt 1829: Alexander Puschkin

## Inhalt

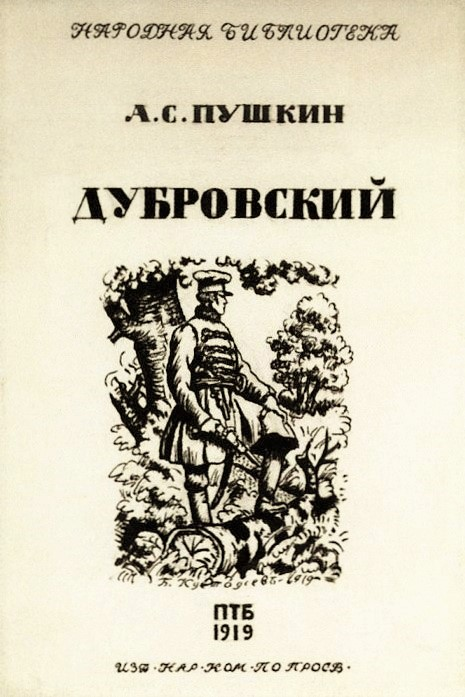
Dubrowskij, Titelblatt der sowjetischen Ausgabe von 1919.
Design: Boris Kustodijew

Die vorgetragene Geschichte aus dem ersten Viertel des 19. Jahrhunderts beruhe auf einer wahren Begebenheit, die Puschkin von seinem Freund Pawel Woinowitsch Naschtschokin erfahren habe. Natürlich hat Puschkin die Namen et cetera geändert: Zwei gleichaltrige Nachbarn – adelige Gutsherren – hatten einst im selben Regiment gedient. Nun haben sich die beiden Witwer als Veteranen auf ihre Güter zurückgezogen. Jeder der beiden hat ein Kind – der reiche General a. D. Kirila Petrowitsch Trojekurow auf dem riesengroßen Gut Pokrowskoje die 17-jährige schöne Tochter Marja Kirilowna, Mascha genannt und der verarmte Gardeoberleutnant Andrej Gawrilowitsch Dubrowskij auf dem kleinen Gut Kistenjowka den dreiundzwanzig Jahre alten Sohn Wladimir Dubrowskij. Letzterer dient in einem Petersburger Gardeinfanterieregiment.
Ein finanzielles Hilfsangebot Trojekurows hatte der alte Dubrowskij abgelehnt, weil er lieber unabhängig bleiben wollte. Einer Lappalie wegen zerstreiten sich die beiden alten Freunde. Trojekurow bringt daraufhin durch widerwärtige juristische Kniffe den Gutsbesitz Dubrowskijs an sich. Der alte Dubrowskij versteht die Welt nicht mehr. Sein Geist verwirrt sich. Nach zwölf Jahren Abwesenheit eilt Wladimir Dubrowskij auf diese Hiobsbotschaft hin an das Krankenbett des Vaters.
Trojekurows Versöhnungsversuch kommt zu spät. Den ehemaligen alten Freund Dubrowskij trifft der Schlag und er stirbt.
Eine Beamtenschar vom Gericht betritt Kistenjowka und übernimmt das Gut für Trojekurow. Der junge Wladimir Dubrowskij steht mittellos da.
Der Schmied Archip sperrt sämtliche angereiste Beamten im Kistenjowkaer Herrenhaus ein und Wladimir zündet das Haus an. Alle Beamten kommen um. Der Kreispolizeichef ermittelt in dem Mordfall und kann die beiden Brandstifter nicht finden.
Trojekurows Tochter Mascha verliebt sich in ihren französischen Hauslehrer Deforges. Mascha und Deforges tanzen zusammen auf einem Ball Walzer. Aber der Hauslehrer ist Wladimir Dubrowskij. Wladimir hatte den echten Franzosen abgefangen, bevor er Pokrowskoje betreten hatte, mit einem Batzen Geld abgefunden und nach Frankreich zurückgeschickt. Der alte Kirila Trojekurow hält große Stücke auf den neuen Hauslehrer, weil dieser ein tollkühner Jäger ist. Dubrowskij muss zurück zu seiner Räuberbande und gesteht Mascha zum Abschied, wer er ist. Das Mädchen schreit auf. Dubrowskij kann Mascha beruhigen. Er hat dem alten Trojekurow inzwischen verziehen.
Auf Geheiß des Vaters soll Mascha einen fünfzigjährigen reichen Weltmann heiraten – den Nachbarn Fürst Werejskij. Der Fürst gebietet auf dem Gut Arbatowo am Ufer der Wolga über dreitausend Bauern. Puschkin schreibt: „… die Ehe mit ihm schreckte sie wie ein Schafott, wie das Grab.“ Mascha trifft sich mit Dubrowskij. Natürlich könnte sie der Räuberhauptmann von dem „greisen Freier“ befreien, doch die Braut will kein Blutvergießen und sagt zu Dubrowskij: „… kommen Sie und holen Sie mich – ich werde Ihre Frau werden.“ Trojekurow entgeht nichts auf seinem Gut. Die Eheschließung Maschas mit dem Fürsten wird von Trojekurow in aller Eile erzwungen: Der Geistliche richtet die übliche Frage an das Paar. Mascha bleibt die Antwort schuldig. Trotzdem beendet der Geistliche die Zeremonie. Die Ehe ist unwiderruflich geschlossen.
Der Überfall Dubrowskijs auf die Hochzeitskutsche während der Fahrt von der Kirche nach Hause hat keinerlei Wirkung. Mascha sieht sich als Fürstin Werejskij.
Dubrowskij schlägt später noch einen bewaffneten Angriff der Staatsmacht auf sein Räuberlager zurück, löst seine Räuberbande auf und geht ins Ausland. Alle Räuber sind inzwischen wohlhabend geworden.

## Form
Der in der ersten Person Plural sprechende Erzähler wendet sich im achten Kapitel direkt an den Leser.
Puschkin vermeidet streckenweise das Erzählen streng entlang der kontinuierlichen Zeitskala. Die Identität des Hauslehrers Deforges mit dem Räuberhauptmann Wladimir Dubrowskij wird mehrfach angedeutet.

## Literarische Einflüsse
Der Roman steht in der Nachfolge von Schillers Drama „Die Räuber“ und Kleists Novelle „Michael Kohlhaas“. Noch wichtiger sind allerdings Heinrich Zschokkes Geheimbundroman „Abällino der große Bandit“ (1793; später auch als Drama) und vor allem der mehrbändige Räuberroman „Rinaldo Rinaldini“ (1799–1801) von Christian August Vulpius. Auf letzteren nimmt Puschkin direkt Bezug, indem Dubrowskij im 13. Kapitel vom Fürsten Werejskijals als „Rinaldo“ bezeichnet wird.

## Adaptionen

### Musiktheater
- Januar 1895 Mariinski-Theater: Dubrowskij[10]. Oper von Eduard Nápravník. Libretto: Modest Iljitsch Tschaikowski.

### Verfilmungen
- 8. November 1925 USA: The Eagle (Der Adler). Stummfilm von Clarence Brown mit Rudolph Valentino als Wladimir Dubrowskij und Vilma Bánky als Mascha Trojekurowa. Der Film kam 1926 in die deutschen Kinos.[11]
- 26. Februar 1936 Sowjetunion: Dubrowskij[12]. Film von  Alexander Iwanowski[13] mit  Boris Liwanow[14] als Wladimir Dubrowskij und Galina Grigorjewa[15] als Mascha Trojekurowa.[16]
- 1959: Der Rebell von Samara, Originaltitel Dubrowsky / Il vendicatore, italienisch-jugoslawisches Kostümfilmdrama von Wilhelm Dieterle mit John Forsythe als Wladja Dubrowsky und Rosanna Schiaffino als Mascha Petrowitsch
- 1990 Sowjetunion: Dubrowski (Благородный разбойник Владимир Дубровский, Blagorodny rasboinik Wladimir Dubrowski). Film von Wjatscheslaw Nikiforow[17] mit Michail Jefremow als Wladimir Dubrowskij und Marina Sudina[18] als Mascha Trojekurowa.[19]
- 6. März 2014 Russland: Dubrowskij[20]. Film von Alexander Wartanow[21] und Kirill Michanowski[22] mit Danila Koslowski als Wladimir Dubrowskij und Klawdija Korschunowa[23] als Mascha Trojekurowa.[24]

### Hörspiele
- 1986: Dubrowskij – Regie: Joachim Staritz (Kinderhörspiel – Rundfunk der DDR)

## Rezeption
- Belinski und Tschernyschewski loben zwar die „meisterhafte realistische Sittenschilderung“, monieren jedoch die Räuberromantik als unzureichend „sozial motiviert“. Es könne möglich sein, dass Puschkin deshalb den Roman nicht beendet, sondern die – in beanstandeter Hinsicht – ergiebigere Hauptmannstochter begonnen hat.[25]
- Keil[26] empfindet den Roman als inhomogen gebaut. Zudem seien die Bösewichter, also der alte Trojekurow und sein Schwiegersohn der „Rokokomagnat Fürst Werejski“, lesenswerter gezeichnet als die „positiven Helden“. Trotzdem verfalle Puschkin nicht in „Schwarzweißmalerei“ und schreibe durchgängig „sehr objektiv und glaubwürdig“, den Gesetzen der Logik folgend.
- 12. November 2012: Irgendwo in Russland um 1820. Puschkin. Dubrowski in „Leo's Literarische Landkarten“

## Deutschsprachige Ausgaben
- Dubrowski. RUB 39. Philipp Reclam jun. Leipzig 1967 (24. Aufl.). 104 Seiten
- Dubrowski. Eine Novelle. Mit 10 Illustrationen von Constance Schendrat. Aus dem Russischen von Josi von Koskull. Aufbau-Verlag, Berlin 1953. 119 Seiten
- Dubrowski. Deutsch von Michael Pfeiffer. Mit 12 Illustrationen von Holger Vogt. Nachwort von Michael Wegner. Insel-Bücherei Nr. 634. Insel-Verlag, Leipzig 1959. 128 Seiten

### Verwendete Ausgabe
- Dubrowskij. Deutsch von Michael Pfeiffer. S. 167–255 in: Alexander Sergejewitsch Puschkin: Romane und Novellen (Bd. 4 in Harald Raab (Hrsg.): Alexander Sergejewitsch Puschkin: Gesammelte Werke in sechs Bänden). Aufbau-Verlag, Berlin und Weimar 1973 (4. Aufl., 504 Seiten)